# Biodiversitetsgård
Biodiversitetsgård, også kaldet arkegård, defineres af foreningen ”Biodiversitetsgårde i Danmark” som bæredygtige økologiske landbrug koblet med almennyttige tiltag i form af natur- og landskabspleje samt bevaring af gamle kulturplanter og gamle husdyrracer.
Biodiversitetsgårde matcher Natur- og Landbrugskommissionen mht. ekstensiv landbrugsdrift på miljøfølsomme arealer. De gamle plantesorters og husdyrracers egenskaber er fra en tid, hvor kvælstoftildeling til markens planter var mindre og kraftfoderforbruget hos husdyrene ringere.
Danmarks Naturfredningsforening oplever, at konceptet tænker den vilde natur med ind i landbrugsproduktionen. Konceptet er i tråd med ”Det Ny Nordiske Køkken”. Biodiversitetsgårde støttes på Finansloven 2015-2018.[kilde mangler]

## Artikler og rapporter
- ”Grøn hverdag” nr. 1 – marts 2014: ”Arkegårde – biodiversitetsgårde – i fremtidens Danmark” af Stig Benzon.
- ”Tyske Arkegårde – ekskursion til tyske arkegårde 24 – 26 oktober, som inspiration til planlægning af arkegårdsseminaret d. 14. – 15. november 2014” af Mette Meldgaard.
- ”Arkegårde – biodiversitetsgårde med in situ-bevaringsopgaver” af Mette Meldgaard.